# Ayelo de Malferit
Ayelo de Malferit (en valenciano y oficialmente Aielo de Malferit) es un municipio de la Comunidad Valenciana, España, situado en el sur de la provincia de Valencia. Cuenta con una población de 4599 habitantes (INE 2024).

## Geografía
Se encuentra en la comarca del Valle de Albaida a 74 km de Valencia.
Con una altura de 281 m sobre el nivel del mar, pero con cimas cercanas a los 724, el visitante puede disfrutar de diferentes rutas: caminando hasta La Solana, cerca del río Clariano; o hasta La Serratella, donde se encuentran las cuevas de la Fosc y Blanca.
Se accede a esta localidad desde Valencia tomando la A-35 y luego en Cerdá la CV-40.

### Localidades limítrofes
El término municipal de Ayelo de Malferit limita con los siguientes municipios: Vallada, Montesa, Canals, Onteniente, Agullent, Albaida y Ollería, todas ellas en la provincia de Valencia.

## Historia
Con la Reconquista aragonesa encontramos el primer documento escrito sobre Ayelo: el Llibre del Repartiment de Valencia. En él podemos ver como el rey Jaime I concede, en el año 1248, a P. A. Vacher y a R. Gallach las tierras de las alquerías de Cayren, Pursonex, Ayello, Zihueva y Hafif quedando sometidas a vasallaje.
En 1445 los señores de Malferit toman posesión del mero y mixto imperio por privilegio concedido por Alfonso V el Magnánimo. Así los Malferit toman para ellos y sus sucesores la jurisdicción civil y criminal de Ayelo. En esa época ya destacaba Ayelo y las demás alquerías perdieron importancia; la concentración de la población se produce en la parte meridional del término, debido seguramente a la mayor disponibilidad de recursos hídricos al estar cerca del río Clariano. La población era de moriscos conversos desde 1525, y en 1563, en cumplimiento de la Pragmática de Felipe II (desarme de los moriscos valencianos) se ordena un desarme general de los habitantes llevándose a cabo un registro de todas las casas del lugar. En 1609, se dictó la Orden General de expulsión de los moriscos, con lo que el pueblo quedó deshabitado. En 1611, Lucas de Malferit dicta la Carta Puebla, que incluye condiciones muy duras, restableciéndose la relación socio-feudal del campesino con el señor.
El señorío lo ostenta desde la Edad Media la familia Malferit, cuya última representante fue Fautina de Malferit a cuyo marido Jacinto Roca y Ripoll el rey Carlos II concede el título de marqués de Malferit, con el señorío sobre Ayelo, Cayrent y otros lugares anexos(1699). Vendrán luego los poderosos marqueses de Malferit a exigir más y más tributos a los vecinos, lo que desencadenaría pleitos interminables contra el opulento marqués de Malferit don Salvador Roca y Pertusa. El cual llegó a titularse primer contribuyente del reino de Valencia, hecho que no debió sentar demasiado bien a los vecinos, que mantuvieron contra él numerosos y largos pleitos, sobre todo los de 1792 y 1800, mientras el marqués don Salvador Roca Pertusa se ganaba la Grandeza de España con el agasajo al rey Carlos IV consiguiendo que prácticamente resultaran infructuosos en gran parte de sus objetivos las reclamaciones de sus vasallos. Con el decreto de abolición de los señoríos (1811) se dejan de pagar rentas a los señores y se eliminan regalías; pero esta situación acabó con la vuelta a España de Fernando VII, que recuperó el poder absoluto (1814). Muerto don Salvador Roca (1820), pasa el marquesado a su hija Ignacia Roca y Castellvi, casada con José Mercader y Onofrio, barón de Cheste y Monticello, que son sucedidos por su hijo Pascual Mercader y Roca, último poseedor efectivo de los plenos derechos feudales, dado que, primero en 1835,y luego por leyes diversas pierden dicha condición, sancionada en 1837, con la nueva Constitución liberal que recoge los derechos abolicionistas. La nueva situación será mal aceptada por el marqués, que pleitea años y años contra los vecinos hasta que se producen sentencias entre el Ayuntamiento y el señor. Finalmente, se llega a 1858, año en el que se declara al pueblo de Ayelo de Malferit y su término restituidos a la condición de realengo, con lo que los vestigios del feudalismo quedan reducidos a la propiedad particular de los marqueses, vestigios de la cual han sido perdurado hasta nuestros días, cuando ostenta el marquesado doña Marta Garrigues Mercader.

## Demografía
Ayelo de Malferit cuenta con una población de 4599 habitantes (INE 2024).
| Gráfica de evolución demográfica de Ayelo de Malferit entre 1842 y 2021                                             |
| |
| Población de derecho según los censos de población del INE Población de hecho según los censos de población del INE |

## Economía
- A mediados del siglo XX, Ayelo se incorporó a la dinámica comarcal del textil. En la actualidad existen empresas de textil para el hogar, bordados y mantas.
- Otro importante sector industrial es el del vidrio.
- También hay fábricas de muebles.
- Artesanía en cestería de mimbre.
- Aunque la agricultura ha perdido terreno en los primeros años del siglo XXI, Ayelo de Malferit es el principal productor de plantones de vid en la zona. Los frutales junto con almendros, olivos y albaricoques son los cultivos predominantes.
- La tradición alcoholera se remonta al siglo XVIII y hoy todavía cuenta con una destilería artesana de las más antiguas de España, con 120 años de existencia (Destilerías Ayelo), que es además proveedora de la Casa Real Española.

## Administración y política
En las elecciones de 2015 se eligieron 11 concejales en el Ayuntamiento de Ayelo de Malferit: 6 de PP (1452 votos) y 5 de PSPV-PSOE (1412 votos). Hubo 472 abstenciones, 114 votos nulos y 35 votos en blanco.
| Periodo   | Nombre                   | Partido                                    |
| --------- | ------------------------ | ------------------------------------------ |
| 1979-1983 | Francisco Barber Barber  | Partido Socialista del País Valenciano     |
| 1983-1987 | Juan Bravo Escuriet      | Partido Socialista del País Valenciano     |
| 1987-1991 | Juan Bravo Escuriet      | Partido Socialista del País Valenciano     |
| 1991-1995 | Juan Bravo Escuriet      | Partido Socialista del País Valenciano     |
| 1995-1999 | Francesc Martí Barber    | Partido Socialista del País Valenciano     |
| 1999-2003 | Francesc Martí Barber    | Partido Socialista del País Valenciano     |
| 2003-2007 | Cristina Mira Malchirant | Partido Socialista del País Valenciano     |
| 2007-2011 | José Luis Juan Pinter    | Partido Popular de la Comunidad Valenciana |
| 2011-2015 | José Luis Juan Pinter    | Partido Popular de la Comunidad Valenciana |
| 2015-2019 | José Luis Juan Pinter    | Partido Popular de la Comunidad Valenciana |
| 2019-2023 | Juan Rafael Espí Mompó   | Partido Socialista del País Valenciano     |

## Patrimonio
- Palacio, actualmente rehabilitado, es la sede del Ayuntamiento.
- Puente de Allá Bajo del siglo XVI que cruzaba el río Clariano; fue destruido por el agua durante la gota fría de septiembre de 2019.[6]
- Puente de los Arcos, acueducto del siglo XVIII.
- Portal del Carmen. Antigua puerta de acceso a la villa.
- Iglesia parroquial de San Pedro Apóstol (siglo XVIII).
- Hospital Beneficencia (siglo XIX) en la actualidad centro cultural.
- Ermita del Calvario del siglo XVIII. Cedida para los ritos ortodoxos.
- Museo Nino Bravo, creado en 2007.
- La Cruz, la nueva de hierro, creada en 2013.